# Nazarivka, Sofiivka
Nazarivka (în ucraineană Назарівка) este un sat în comuna Mîkolaiivka din raionul Sofiivka, regiunea Dnipropetrovsk, Ucraina.

## Demografie
Componența lingvistică a localității Nazarivka
     Ucraineană (94,23%)
     Rusă (3,85%)
     Română (1,92%)
Conform recensământului din 2001, majoritatea populației localității Nazarivka era vorbitoare de ucraineană (94,23%), existând în minoritate și vorbitori de rusă (3,85%) și română (1,92%).